# ゲス、騎乗前
『ゲス、騎乗前』はハルタで連載されていた西公平の漫画作品である。
ジャンルはシュールギャグで全3巻で完結。主人公の牧聖一を中心に、競馬のジョッキーの騎乗前の心理戦をコミカルに描いた作品である。